# Кешало (Марнеульский муниципалитет)
Кешало (груз. ქეშალო, азерб. Keşəli) — село Марнеульского муниципалитета, края Квемо-Картли республики Грузия со 100 %-ным азербайджанским населением. Находится на юге Грузии, на территории исторической области Борчалы.

## История
12 февраля 1921 года, во время установления советской власти в Закавказье, части 11 Красной Армии под руководством Анатолия Геккера заняли населенные пункты Екатеринфельд, Марнеули, Кешало, Коды, Елисаветталь и станции Салоглы и Беюк-Кясик.

## География
Граничит с такими сёлами как Амбаровка, Илмазло, Капанахчи, Азизкенди, Аджиискенди, Хутор-Лежбадини, Квемо-Капанахчи, Амбартафа и Ахалшени.

## Население
По данным Государственного статистического комитета Грузии, согласно официальной переписи 2002 года, численность населения села Кешало составляет 3322 человека и на 100 % состоит из азербайджанцев.

## Экономика
Население в основном занимается сельским хозяйством, овцеводством, скотоводством и овощеводством. Жители села испытывают большие трудности с водоснабжением.

## Достопримечательности
- Мечеть[6]
- Средняя школа[7]
- Больница[8]
- Автозаправка[9]
- Красный мост - мост XII века, находящийся в окрестностях села Кешало. Внесен в список исторического наследия Министерства Культуры Грузии.[10]

## Известные уроженцы
- Ибрагимов Мамед Джамал оглы - является непобежденным бойцом кулачного стиля боя 2021 года, состоит в составе организаторов лиги Gentlemens fights,
- Гусейнов Эльчин Заман оглы - победитель Кубка Мира по кикбоксингу 2012 года, председатель Союза Молодых Тюрков Борчалы, член верховного правления Конфедерации Тюрков Грузии.[11]
- Османов Осман Ахмед оглы - критик, литературовед, член Союза писателей Азербайджана, председатель Союза Ашугов Грузии. 10 лет работал учителем в средней школе села Кешало.[12]

## Интересные факты
21 июля 2013 года, в связи со священным мусульманским праздником Рамазан, для жителей села Кешало был дан Ифтар, который был организован при помощи посольства Азербайджанской Республики в Грузии и грузинским представительством Азербайджанской государственной нефтяной компании - ГНКАР.